# Kvarngärdet

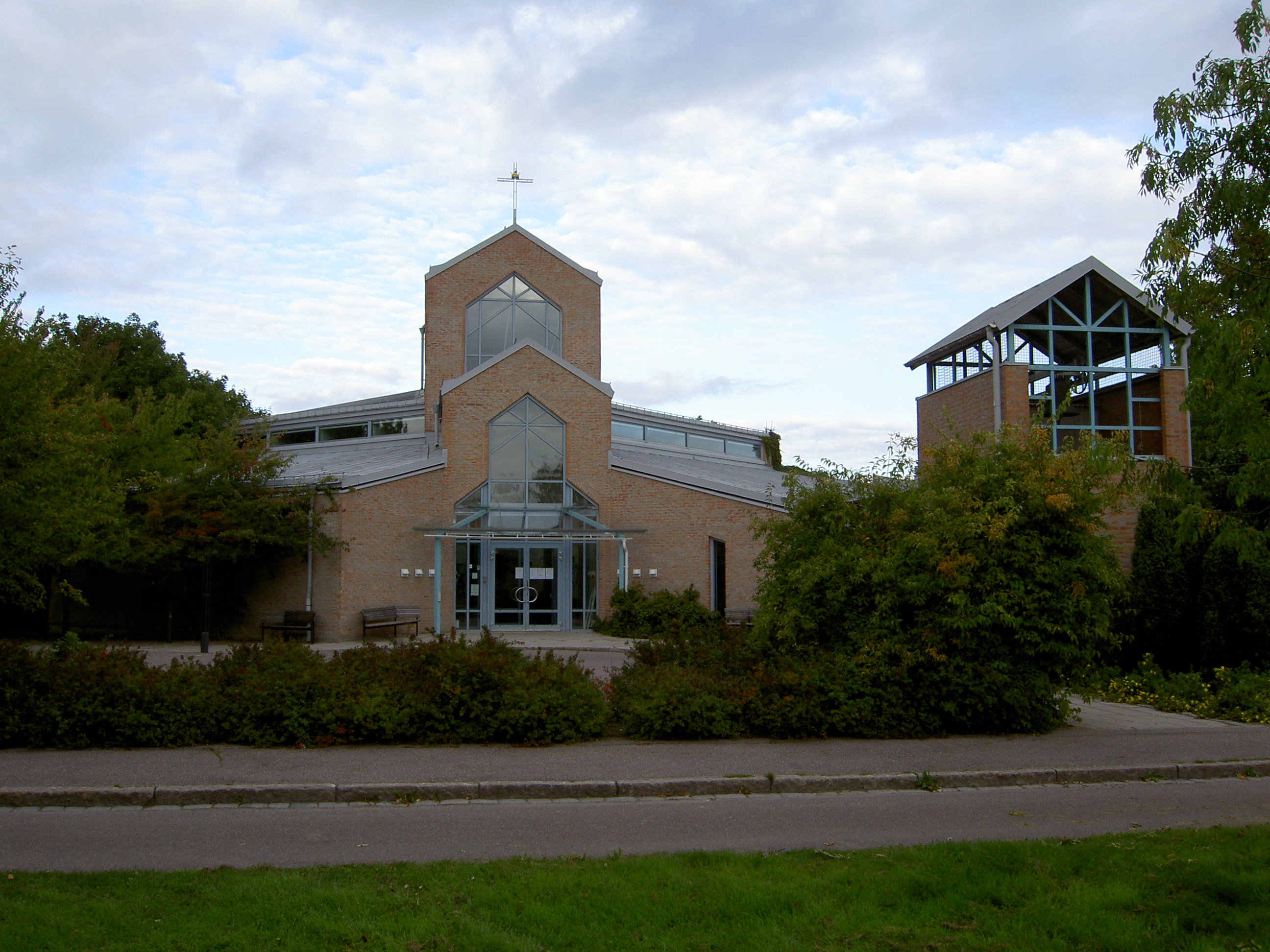
Sankt Pers kyrka vid Kvarntorget. Kyrkan byggdes 1987 och har namn efter den gamla medeltida kyrka som låg vid nuvarande Sankt Persgallerian i centrum.

Kvarngärdet är en stadsdel i Uppsala, strax nordöst om citykärnan och norr om Vaksalagatan. Namnet Kvarngärdet syftar historiskt på ett större gärde nordost om Uppsalas centrum som delvis motsvarar dagens stadsdel, men även delar av Fålhagen.

## Avgränsning
Stadsdelen avgränsas enligt Uppsala kommuns definition av Vaksalagatan i sydost, Ostkustbanan i väst och sydväst, Gamla Uppsalagatan i nordväst och Tycho Hedéns väg i nordost. I denna avgränsning ingår även områdena Kapellgärdet (norr om Råbyvägen) och Höganäs (sydväst om Torkelsgatan). Med det egentliga Kvarngärdet menas här bostadsområdena Norra och Södra Kvarngärdet, det område omkring Kvarntorget som avgränsas av Torkelsgatan, Vaksalagatan, Tycho Hedéns väg och Råbyvägen.

### Angränsande stadsdelar
- Sydväst: Centrum
- Väster: Svartbäcken
- Norr: Löten
- Nordost: Gränby
- Öster: Sala backe
- Sydost: Fålhagen

## Bebyggelse och stadsbild

### Bostadsområdena Norra och Södra Kvarngärdet
Bebyggelsen på det nordöstra Kvarngärdet består till stor del av låghus med hyresrätt, ägda av Stena Fastigheter i bostadsområdet Norra Kvarngärdet samt Uppsalahem och Rikshem i bostadsområdet Södra Kvarngärdet. Båda områdena uppfördes som del av det tidiga miljonprogrammet och ritades av Stig Ancker. När husen byggdes på 1960-talet kallades dock båda områdena för Norra Kvarngärdet, medan Södra Kvarngärdet ursprungligen syftade på de kvarter närmare centrum som här står upptagna under "Höganäs och Vaksalastaden".
Mellan Norra och Södra Kvarngärdet ligger Kvarntorget, Kvarngärdesskolan och S:t Pers kyrka tillhörig Svenska kyrkan. Tidigare fanns här även köpcentrumet Migo, idag delvis ombyggt till vandrarhem. De två höghusen Kvarntornen uppfördes 2015 i samband med en större ombyggnad av Kvarntorget och är idag områdets mest karakteristiska landmärken. Längs Tycho Hedéns väg i nordost finns en del bensinstationer och en hamburgerbar tillhörig Maxkedjan.

### Kapellgärdet
Kapellgärdet räknades tidigare som en del av Kvarngärdet, men enligt Uppsala kommuns nya stadsdelsindening som presenterades är 2018 är det nu en egen stadsdel.

### Höganäs
Höganäs räknades tidigare som en del av Kvarngärdet, men enligt Uppsala kommuns nya stadsdelsindening som presenterades är 2018 är det nu en egen stadsdel.

## Stadsdelsutveckling
Området har av Uppsala kommun kategoriserats som lämpligt för förtätning, och under 2000-talet pågår en successiv förtätning och nybyggnation omkring Råbyvägen och  Kvarntorget, samtidigt som större renoveringar av 60-talsbebyggelsen på det egentliga Kvarngärdet genomförs. Den omfattande ny- och ombyggnationen har utsatt området för en gentrifieringsprocess, med 30- till 60-procentiga omstridda hyreshöjningar på det egentliga Kvarngärdet efter totalrenoveringar.